# فريدريش كريبس
فريدريش كريبس (بالألمانية: Friedrich Krebs)‏ (و. 1894 – 1961 م) هو قاضي، وسياسي، ومحامي ألماني، ولد في غيرمرسهايم، كان عضوًا في الحزب النازي، وكان عضوًا في الحركة الوطنية الإشتراكية للحرية، كان عضوًا في كتيبة العاصفة، توفي في فرانكفورت، عن عمر يناهز 67 عاماً.

## مناصب
تولى منصب عمدة
- عضو مجلس الشورى الموحد بروسيا

.

## روابط خارجية
- فريدريش كريبس على موقع مونزينجر (الألمانية)